# Ranko Matasović
Ranko Matasović (ur. 14 maja 1968 w Zagrzebiu) – chorwacki językoznawca, indoeuropeista. Jego dorobek obejmuje 11 książek.

## Życiorys
Studiował językoznawstwo ogólne i filozofię na Wydziale Filozoficznym Uniwersytetu Zagrzebskiego. Magisterium uzyskał w 1992 r., doktoryzował się zaś w 1995 r. Odbył pobyty naukowe na uczelniach w Wiedniu (1993) i Oksfordzie (1995). Był stypendystą programu Fulbright na Uniwersytecie Wisconsin w Madison (1997/1998). W ramach stypendium Fundacji Alexandra von Humboldta kształcił się na Uniwersytecie w Bonn (2002/2003).
W 1996 r. objął na Uniwersytecie Zagrzebskim stanowisko docenta, a w 2000 r. został profesorem nadzwyczajnym. Od 2004 r. piastuje stanowisko profesora zwyczajnego. W 2009 r. nadano mu stałą posadę profesora.
Kieruje Katedrą Językoznawstwa na Wydziale Filozoficznym Uniwersytetu Zagrzebskiego, gdzie prowadzi kursy z zakresu indoeuropeistycznej gramatyki porównawczej, studiów celtyckich i typologii lingwistycznej.

## Wybrana twórczość
- Harfa sa sjevera. Iz irske književnosti (Antibarbarus, Zagrzeb 1995) ISBN 953-6160-25-0
- A Theory of Textual Reconstruction in Indo-European Linguistics (Frankfurt nad Menem–Nowy Jork  1996) ISBN 3-631-49751-2
- Kratka poredbenopovijesna gramatika latinskoga jezika (Matica hrvatska, Zagrzeb 1997) ISBN 953-150-105-X
- Kultura i književnost Hetita (Matica hrvatska, Zagrzeb 2000) ISBN 953-15-0548-9
- Uvod u poredbenu lingvistiku (Matica hrvatska, Zagrzeb 2001) ISBN 953-150-612-4
- Kamen kraljeva. Srednjovjekovne irske sage (Ex Libris, Zagrzeb 2004) ISBN 953-6310-35-X
- Gender in Indo-European (Universitätsverlag Winter, Heidelberg 2004) ISBN 3-8253-1666-1
- Jezična raznolikost svijeta (Algoritam, Zagrzeb 2005) ISBN 953-220-355-9
- Poredbenopovijesna gramatika hrvatskoga jezika, (Matica hrvatska, Zagrzeb, 2008.) ISBN 978-953-150-840-7
- Etymological Dictionary of Proto-Celtic, (Brill, Lejda–Boston, 2009) ISBN 978-90-04-17336-1
- A Reader in Comparative Indo-European Religion (Zagrzeb: Uniwersytet Zagrzebski, 2010)
- Slavic Nominal Word-Formation. Proto-Indo-European Origins and Historical Development, (Universitätsverlag Winter, Heidelberg 2014) ISBN 978-3-8253-6335-2